# Melton (borough)
Melton – dystrykt w hrabstwie Leicestershire w Anglii. Od kilkunastu lat utrzymuje stosunki partnerskie z miastem Sochaczew woj. mazowieckie.

## Miasta
- Melton Mowbray

## Inne miejscowości
Ab Kettleby, Asfordby, Asfordby Hill, Ashby Folville, Belvoir, Bottesford, Brooksby, Broughton and Old Dalby, Buckminster, Burrough on the Hill, Burton Lazars, Burton and Dalby, Chadwell, Coston, Croxton Kerrial, Eastwell, Eaton, Freeby, Frisby on the Wreake, Gaddesby, Garthorpe, Goadby Marwood, Great Dalby, Harby, Harston, Hose, Kirby Bellars, Knipton, Little Dalby, Long Clawson, Muston, Old Dalby, Pickwell, Redmile, Saltby, Saxelbye, Scalford, Sewstern, Somerby, Sproxton, Stapleford, Stathern, Stonesby, Thorpe Arnold, Waltham on the Wolds, Wycomb, Wymondham.